# Diego Jara Rodrigues
Diego Jara Rodrigues, auch einfach nur Diego (* 21. September 1995 in Corumbá) ist ein brasilianischer Fußballspieler.

## Karriere
Diego erlernte das Fußballspielen in den brasilianischen Vereinen Morrinhos FC und CA Metropolitano. Nach Joinville zum Joinville EC wechselte er 2015. 2017 wechselte er auf Leihbasis nach Japan. Hier spielte er für den Matsumoto Yamaga FC. Der Verein aus Matsumoto spielte in der zweithöchsten japanischen Liga, der J2 League. Hier wurde er viermal eingesetzt. Die Saison 2018 spielte er ebenfalls auf Leihbasis beim Ligakonkurrenten Mito Hollyhock in Mito. Mit Mito spielte er 34-mal in der zweiten Liga. Nach Vertragsende in Joinville unterschrieb er Anfang 2019 einen Vertrag beim japanischen Zweitligisten Tokushima Vortis in Tokushima. Mit Vortis feierte er 2020 die Zweitligameisterschaft und den Aufstieg in die erste Liga. Nach nur einer Saison musste er mit Vortis als Tabellensiebzehnter wieder in die zweite Liga absteigen. Nach dem Abstieg schloss er sich im Januar 2022 dem Erstligisten Sagan Tosu an. Für den Verein aus Tosu bestritt er 32 Erstligaspiele. Zu Beginn der Saison 2023 unterschrieb er einen Vertrag beim ebenfalls in der ersten Liga spielenden Kashiwa Reysol.

## Erfolge
Tokushima Vortis
- Japanischer Zweitligameister: 2020  ▲